# بني قبيح الصرة (الحيمة الخارجية)

تعديل مصدري - تعديل

بني قبيح الصرة هي إحدى قرى عزلة المخلاف بمديرية الحيمة الخارجية التابعة لمحافظة صنعاء، بلغ تعداد سكانها 324 نسمة حسب تعداد اليمن لعام 2004.